# 크루셜 스타
크루셜 스타(Crucial Star, 본명: 박세윤, 1989년 10월 16일 ~ )는 대한민국의 힙합 뮤지션이다. 주포지션은 보컬이나 래퍼로도 활동하고, 또한 프로듀서로도 활동하고 있다. Soul Company 오디션에 합격한 후 소울 컴퍼니 소속으로 활동하다가 2011년 소울 컴퍼니가 해체된 후에 그랜드라인 엔터테인먼트에 합류하였다. Pstyl2와 함께한 듀오 리브라트윈스의 앨범 《Good by my lady》를 통해 힙합 씬에 등장했다. 당시 Soul Connection의 새 멤버 Jepp Blackman의 참여로 소울 커넥션이 유명세를 얻은 후 화제가 되기도 하였다. 정식 데뷔는 싱글 [《Catch Me If U Can》으로 하였다. 이후에 소울 컴퍼니에서 EP 두 장과 다수의 싱글 앨범을 발매한 뒤에 그랜드라인 엔터테인먼트에서 믹스테입 2장과 소품집 《FALL》을 발매하였다.
현재는 그랜드라인 엔터테인먼트와 계약이 끝난 상태로 씨제스 엔터테인먼트와 새계약을 맺었다. 그러나 2017년 중반에 씨제스 엔터테인먼트와 계약을 해지하고, VAKER라는 1인 기획사를 설립하였다, 이후 사명을 스태리나잇뮤직으로 변경하였으며 윈과 디너프를 영입하면서 1인 기획사에서 정식 레이블로 전환하였다.

## 가족
- 아버지 : 박항률(화가)
- 누나 : 박소연(화가)
- 형 : 박세준(화가)

## 음반
- [싱글] Mad Clown VS Crucial Star (2010)
- [싱글] Catch Me If U Can (2010)
- [싱글] New Generation (2011)
- [EP] A Star Goes Up (2011)
- [싱글] Chocoholic (Rebirth) (2011)
- [싱글] 옷가게 (2011)
- [앨범] A Star From The Basement (2011)
- [싱글] Champagne (2011)
- [싱글] I'm OK (생각보다) (2011)
- [무료공개 싱글] Nothing Lasts Forever (2011)
- [믹스테잎] Drawing #1 : A Dream Spokesman (2012)
- [싱글] Flat Shoes (2012)
- [앨범] FALL (2012) <서비스 중지>
- [싱글] Feel Like I'm Back (2013)
- [믹스테잎] Drawing #2 : A Better Man (2013)
- [싱글] A Winter Love Song (2013)
- [싱글] Super Crucial Rap 2 (2014)
- [싱글] 너에게 주고 싶은 세가지 (2014)
- [싱글] Paris (2014)
- [싱글] Pretty Girl (2014)
- [앨범] Midnight (2014)
- [싱글] 막내아들 (2015)
- [EP] Boyhood (2015)
- [싱글] Love Yourself (2015)
- [싱글] The Bench `16 (2016)
- [믹스테잎] Drawing #3 : Untitled (2016)
- [싱글] 힘 (2016)
- [싱글] 또 있을까 싶어 (2016)
- [앨범] Fall 2 (2016)
- [싱글] 쉬어도 돼 (2017)
- [앨범] starry night 17 (2017)
- [싱글] 혼자 이 밤을 (2018)
- [싱글] think '18 (2018)
- [싱글] Singer Songwriter (2018)
- [앨범] Maze Garden (2018)
- [싱글] cigarette (2019)
- [싱글] 그녀를 사랑하는 것과 행복하게 해주는 것은 별개야 (2019)
- [싱글] 해먹 (2019)
- [EP] Half A Wing (2019)
- [싱글] :( (2019)
- [싱글] 천체망원경 (2020)
- [싱글] 모르는 사이 (2020)
- [EP] Hwaak! (2020)
- [싱글] 슬퍼말아요 (2020)
- [EP] 이성과 감성 (2020)
- [싱글] Tonight (10th Anniversary Edition) (Remastered) (2021)
- [싱글] love u so march (2021)
- [싱글] Cherry Blossom (2021)
- [싱글] humming (2021)
- [앨범] Serenity, Courage, Wisdom (2021)
- [싱글] 2022 (2022)
- [싱글] 고독한 크루셜스타의 방 (2022)
- [싱글] Memento Mori (2022)
- [싱글] 백 마디 말보다 100 Bars (2022)
- [싱글] 물 갈아주기 (2022)
- [싱글] 프리해 (2022)
- [싱글] 하늘 (2022)
- [싱글] Tourist (2022)
- [싱글] come to my stu (Remix) (2023)
- [싱글] Final Fantasy (2023)
- [싱글] 낙엽 (2023)
- [싱글] Monica Bellucci (2023)
- [싱글] 허무주의보 (2024)
- [싱글] 2009 (2024)
- [싱글] SAY NO! (2024)
- [싱글] 해 달 별 (2024)
- [싱글] 차고 딸린 집 (2024)
- [싱글] come to my stu pt.2 (2024)
- [앨범] HERON (2024)

### 합작 음반
- 매드 클라운과 함께한 Mad Clown VS Crucial Star
- 신지수와 함께한 New Wave Studio (Vol. 4)

## 참여 음반
- 그레이 - '깜빡'
- 긱스 - '숨이 차 Remix', '집앞에서 (전화 받지마 Part 2)'
- 기리보이 - '다른꼴'
- 얀키 - 'LOVE'
- Soul Company - '이쁜척'
- Jerry.K - '상승곡선 Rebirth', 'We Made Us REMIX'
- The Quiett, Dok2 - 'iPhone Girl'
- Andup - 'That girl'
- 소리헤다 - 'Let It Go'
- JJK - '잔인한 노래'
- Loquence - 'Girlfriend To Mrs'
- 랍티미스트 - 'Sunshine'
- 몰리디 - 'Don't Need Your Love'
- 본킴 - '명품 젠틀맨'
- G-Slow - 'I Can't Live'
- 키미 피에스타 - 'Pain'
- Pinodyne - 'RE:허풍쟁이'
- 헤이즈 - '조금만 더 방황하고'
- 콘소울 - 'Aloha'
- 콸라 - 'Put It Down'
- 앤덥 - 'That Girl'
- 팻두 - '16마디 토크쇼', '아이 12화 - 인형공장'
- DJ Wegun - 'It's Alright'
- Basick - 'You Already Know'
- DJ Dopsh - 'Grandliner's Cypher'
- Animato & DJ Tiz - 'I'm Yours'
- 로퀜스 - 'Can Can't (Makesense Solo)', 'Change Of My Life REMIX'
- 포에틱 라이센스 - 'Soldiers', 'Life Shit', '외로운 거리', 'It's Done'
- 마이노스 인 뉴올 - 'Oh My God (REMIX 2)'
- 스윙스 - For Mother
- 크라이베이비 - 크립토나잇
- Jepp Blackman(방용국) - Last One
- 유승우 - 뭐 어때
- 샵건 - Beep
- 효정 - 어느새 가을 (판타스틱 OST Part 3)

## 방송
- 쇼미더머니 4 (2015) - 1차 예선 탈락
- 쇼미더머니 9 (2020) - 1차 예선 탈락
- 쇼미더머니 11 (2022) - Top14[1][2]